# رودن، اتریش
رودن (به آلمانی: Ruden) یک منطقهٔ مسکونی در اتریش است که در Völkermarkt District واقع شده‌است. رودن ۱٬۶۰۰ نفر جمعیت دارد.